# Танц на смъртта
Танц на мъртвите (на френски: La Danse Macabre; на немски: Totentanz; на английски: Dance of death; на италиански: La Danza Macabra) е сюжет от късното Средновековие, представящ универсалността на смъртта, която увлича в своя танц папи, императори, крале ведно със селяни и скелети. Алегория на преходния живот. Сюжетът е повлиян от шествието на чумата – Черната смърт, покосила Европа през 14 век. Своят голям художествен израз получава като фреска от 1424 г. в една от църквите на Париж. Развива се и през епохата на Ренесанса.